# Okręg Łódź Batalionów Chłopskich
V Łódzki Okręg Batalionów Chłopskich – jeden z okręgów w strukturze organizacyjnej Batalionów Chłopskich. Obejmował terytorium przedwojennego województwa łódzkiego i część poznańskiego (m.in. powiaty Kalisz i Turek).

## Struktura organizacyjna
Na czele okręgu stała jego Komenda Główna.
- Komendantami głównymi byli:
  - Wojciech Janczak
  - Józef Krzemiński
- Zastępcami na tereny włączone do III Rzeszy byli:
  - Adam Banach
  - Czesław Rozłuski
- Zastępcą szefem oddziałów specjalnych był:
  - Franciszek Stolarski
- Szefem łączności byli:
  - Antoni Bartuzel
  - Tadeusz Ignar
- Szefem szkolenia sanitarnego była:
  - Wanda Janczak

Został podzielony na obwody:
- 1. – Obwód Brzeziny (komendant: Franciszek Stolarski, Stanisław Krzemiński)
- 2. – Obwód Piotrków (komendant: Stanisław Kwapiński, Heliodor Piotrowski, Stefan Wyszkowski; dodatkowo w części powiatu włączonej do III Rzeszy – Władysław Matczak; także Tadeusz Stefanek[a])
- 3. – Obwód Radomsko (komendant: Stanisław Zamożny, Błażej Dana, Stanisław Niemiec)
- 4. – Obwód Wieluń (komendant: Andrzej Kaczmarek, Stanisław Dera)
- 5. – Obwód Łask (komendant: Feliks Dziurniak, Józef Markowski, Józef Marciniec, Aleksander Ochocki)
- 6. – Obwód Sieradz (komendant: Adam Banach, Józef Strumiński)
- 7. – Obwód Kalisz (komendant: Stanisław Karpała)
- 8. – Obwód Turek (komendant: Stanisław Lisiecki)
- 10. – Obwód Łódź (komendant: Roman Karolak; zastępcy: Jakub Baran, Alfons Winkiel)

W późniejszym okresie włączono do Okręgu obwody Częstochowa, Opoczno i Końskie z Okręgu III oraz obwód Skierniewice z Okręgu II. 
- 9. – Obwód Częstochowa (przeniesiony 1 września 1942 z Okręgu III Kielce) (komendant: Piotr Kuc)
- 11. – Obwód Opoczno (przeniesiony z Okręgu III Kielce) (komendanci: Adam Goska, Piotr Wrzeszcz, Władysław Głobiński)
- Obwód Końskie (przeniesiony w 1943 z Okręgu III Kielce) (komendanci: Antoni Piwowarczyk, Władysław Barłóg, Antoni Piwowarczyk)
- 12. – Obwód Skierniewice (komendant: Szymon Zbudniewek)
- 13. – Obwód Rawa Mazowiecka (przeniesiony po powstaniu warszawskim z Okręgu II Warszawa Województwo)[b]